# Давидович Ганна Андріївна
Ганна Андріївна Давидо́вич (нар. 18 липня 1927, Львів — пом. 6 листопада 1970, Львів) — українська радянська художниця, графік; член Спілки художників України.

## Біографія
Народилася 18 липня 1927 року у місті Львові (тепер Україна). У 1942—1947 роках навчалась у Львівському художньо-промисловому училищі; у 1947—1953 роках — у Львівському інституті прикладного та декоративного мистецтва (викладачі: Стефанія Гебус-Баранецька та Семен Лазеба).
Працювала художницею у Львівському природознавчому музеї АН УРСР.

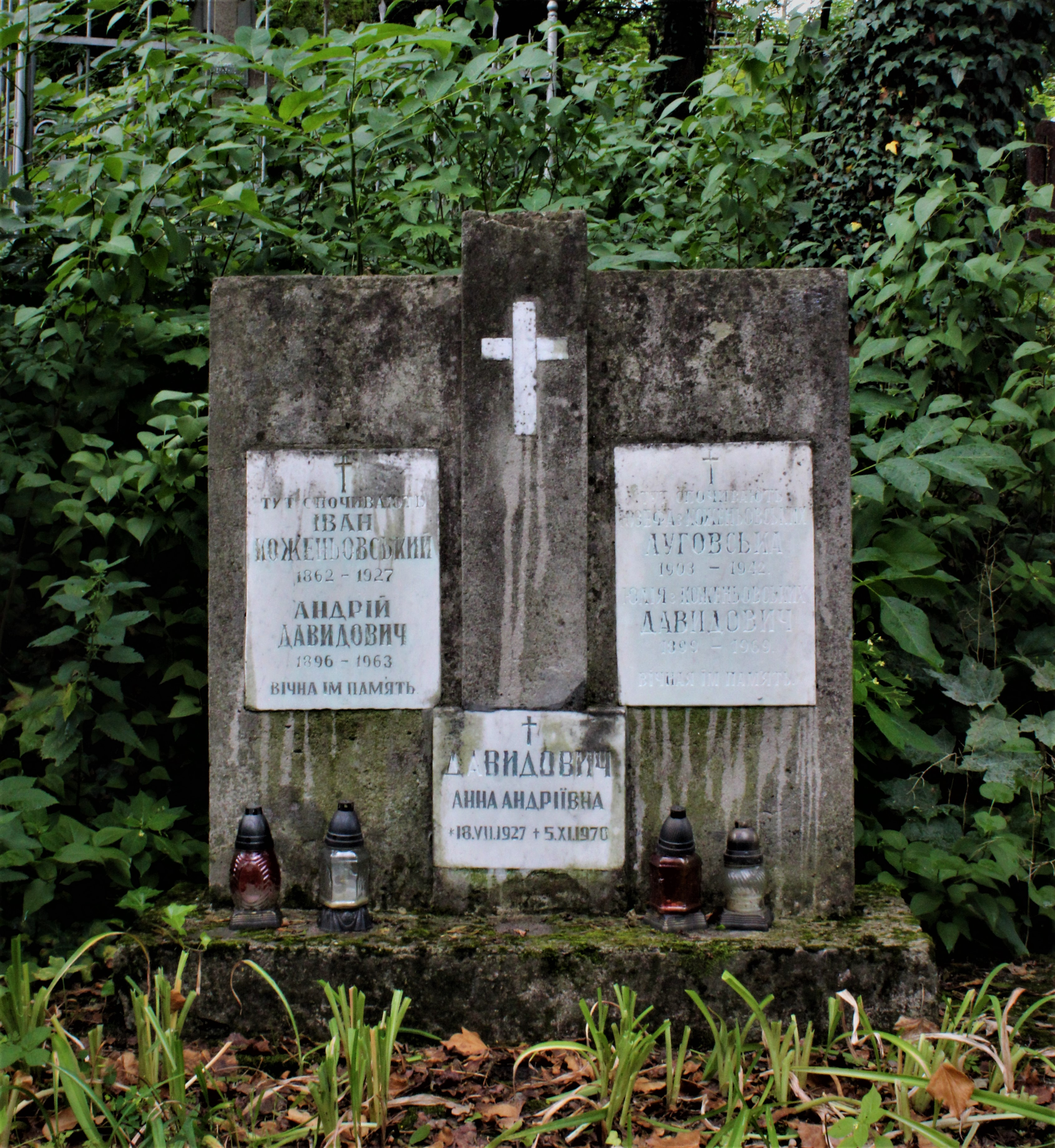
Нагробок на могилі Ганни Давидович.

Померла у Львові 6 листопада 1970 року.Похована на 43 полі Личаківського цвинтаря.

## Творчість
Працювала в галузі станкової та книжкової графіки. У техніках кольорового деревориту й ліногравюри створювала види Львова, пейзажі Карпат, побутові сцени, екслібриси: Стефанії Ґебус-Баранецької, Андрія Лазаренка, Северина Пастернака (1960-ті), Софії Караффи-Корбут (1964), Олександра Маркевича (1966). Серед графічних робіт:
- гравюри:
  - «Зима» (1953);
  - «Хатинка у горах» (1954);
  - «Гуцульщина» (1956);
  - «Ворони» (1957);
  - «Пам'ятник А. Міцкевичу у Львові» (1957);
  - «Пам'ятник В. Леніну у Львові» (1957);
  - «Вірменський провулок у Львові» (1958);
  - «Подруги» (1960);
  - «Пам'ятник Т. Шевченку в Каневі» (1961);
  - «Паланга. Вхід до Будинку творчості художників» (1961);
  - «Біля пам'ятника В. Леніну у Львові» (1969);

- серія дереворитів «Львів» (1956—1967);
- плакат виставки фотографій Юліана Дороша (1963).
- оформлення книг
  - «Гриби» Фелікса Фотинюка (1961);
  - «Хвороби риб» В. Івасик (1963).

Брала участь у всеукраїнських виставках з 1957 року, всесоюзних з 1958 року, зарубіжних з 1965 року, зокрема у Львові, Києві, Москві, Ляйпцизі, Монреалі.